# Хендерсон, Доналд
Доналд Эйнсли Хендерсон (Donald Ainslie Henderson, 7 сентября 1928 — 19 августа 2016) — американский врач, педагог, эпидемиолог, занимавшийся исследованиями и работами по искоренению оспы во всём мире и запуску международных программ вакцинации детей (1967—1977 гг.). С 1977 по 1990 год он был деканом Школа медицины Университета Джонса Хопкинса (Johns Hopkins Bloomberg School of Public Health). Позже он сыграл ведущую роль в инициировании национальных программ по обеспечению готовности и реагированию в области общественного здравоохранения после биологических атак и национальных бедствий. На момент смерти он был профессором и почётным деканом Школы медицины Джонса Хопкинса, профессором медицины и общественного здравоохранения Университета Питтсбурга, а также заслуженным учёным в Центре безопасности здоровья UPMC.

## Биография
Хендерсон родился в Лейквуде, штат Огайо, 7 сентября 1928 года в семье шотландско-канадских иммигрантов. Его отец, Дэвид Хендерсон, был инженером; мать, Элеонора Макмиллан, была медсестрой. Интерес к медицине пришёл к Дональду от его дяди Уильяма Макмиллана, который жил в Канаде и был врачом общей практики, а также старшим членом Палаты общин Канады.
Хендерсон окончил Оберлинский колледж в 1950 году и получил степень доктора медицины в Медицинской школе Университета Рочестера в 1954 году. Он работал врачом-ординатором в больнице Мэри Имоджин Бассетт в Куперстауне, штат Нью-Йорк, а позже — сотрудником службы общественного здравоохранения в Службе эпидемиологической разведки Центра инфекционных заболеваний (ныне Центры по контролю и профилактике заболеваний — CDC). В 1960 году он получил степень магистра здравоохранения в Школе гигиены и общественного здравоохранения Джонса Хопкинса (ныне Школа общественного здравоохранения Блумберга Джонса Хопкинса).

### Личная жизнь
Хендерсон женился на Нане Ирен Брэгг в 1951 году. У пары была дочь и два сына. Он умер в хосписе Гилкрист, Тоусон, штат Мэриленд, в возрасте 87 лет после перелома бедра.

### Карьера и исследования

#### Ликвидация оспы
С 1960 по 1965 год Хендерсон занимал должность руководителя программ эпиднадзора за вирусными заболеваниями Центра контроля заболеваний, тесно сотрудничая с эпидемиологом Александром Ленгмюром. В течение этого периода он и его подразделение разработали предложение по программе Агентства США по международному развитию (USAID) по ликвидации оспы и борьбе с корью в течение 5-летнего периода в 18 соседних странах Западной и Центральной Африки. Этот проект финансировался USAID, и начал осуществляться в 1967 году. Инициатива USAID поспособствовала развитию программы Всемирной организации здравоохранения (ВОЗ) по искоренению оспы во всём мире за 10-летний период. В 1966 году Хендерсон переехал в Женеву, чтобы стать директором кампании. В то время оспа была широко распространена по всей Бразилии и в 30 странах Африки и Южной Азии. Ежегодно происходило более 10 миллионов случаев заболевания и 2 миллиона случаев смерти. Вакцинация принесла определённый контроль, но ключевой стратегией было «сдерживание эпидемий». Этот метод повлёк за собой быстрое сообщение о случаях заболевания из всех медицинских пунктов и своевременную вакцинацию членов семьи и тесных контактов с подтверждёнными случаями. Сотрудники и советники ВОЗ из 73 стран работали в тесном сотрудничестве с национальными сотрудниками компании. Последний случай произошёл в Сомали 26 октября 1977 года, всего через 10 лет после начала программы. Три года спустя Всемирная ассамблея здравоохранения рекомендовала прекратить вакцинацию против оспы. Оспа — первая болезнь человека, которую когда-либо искоренили. Этот успех послужил толчком для реализации глобальной Расширенной программы иммунизации ВОЗ, нацеленной на другие болезни, предотвращаемые с помощью вакцин, включая полиомиелит, корь, столбняк, дифтерию и коклюш. В настоящее время планы направлены на ликвидацию полиомиелита и дракункулёза; планируется достигнуть их через 25 лет.
С 1977 по август 1990 года Хендерсон был деканом Школы медицины Джонса Хопкинса (Школы общественного здравоохранения Джонса Хопкинса). После награждения Рональдом Рейганом Национальной медалью науки 1986 года за его работу по руководству кампанией Всемирной организации здравоохранения (ВОЗ) по искоренению оспы, Хендерсон начал публичную борьбу, чтобы отменить решение администрации Рейгана о невыполнении обязательств по выплатам ВОЗ. В 1991 году он был назначен заместителем директора по естественным наукам Управления по науке и технологической политике Исполнительного аппарата президента (1991—1993), а затем заместителем помощника секретаря и старшим научным советником в Министерстве здравоохранения и социальных служб (HHS). В 1998 году он стал директором-основателем Центра Джонса Хопкинса по гражданским стратегиям биозащиты, ныне Центра безопасности здоровья Джонса Хопкинса.
После нападения на Всемирный торговый центр 11 сентября 2001 г. секретарь HHS Томми Г. Томпсон попросил Хендерсона взять на себя ответственность за Управление готовности общественного здравоохранения (позднее — Управление помощника секретаря по готовности и реагированию). На эти цели Конгресс выделил 3 миллиарда долларов.
В последние годы Хендерсон был почётным редактором академического журнала Health Security (ранее называвшегося «Биозащита и биотерроризм: стратегия, практика и наука»).

### Награды и звания
- 1975 — Медаль Джорджа Макдональда, Лондонская школа тропической медицины.
- 1978 — Медаль общественного благосостояния, Национальная академия наук[16].
- 1985 — Международная премия Альберта Швейцера в области медицины[7].
- 1986 — Национальная медаль науки в области биологии[17].
- 1988 — Премия Японии, разделённая с докторами Исао Арита и Фрэнк Феннер[18].
- 1990 — Медаль «Здоровье для всех», Всемирная организация здравоохранения.
- 1994 — Золотая медаль Альберта Б. Сабина, Фонд Сабина[19].
- 1995 — Медаль Джона Стернса, Нью-Йоркская медицинская академия.
- 1996 — Медаль Эдварда Дженнера, Королевское медицинское общество[20].
- 2001 — Общество клана Хендерсонов, Орден вождей[21].
- 2002 — Президентская медаль свободы[22][23].
- 2013 — Орден Блестящей Звезды, Гранд Кордон, Китайская Республика[24].
- 2014 — Премия принца Махидола, Таиланд.
- 2015 — Премия Шарля Мерье, Национальный фонд инфекционных болезней[25].
- Семнадцать университетов присвоили Хендерсону почётные степени.

## Избранные публикации
Феннер Ф., Хендерсон Д. А., Арита I, Езек З., Ладный. (1988) Оспа и её искоренение (ISBN 92-41-56110-6), Женева, Всемирная организация здравоохранения. Окончательная архивная история оспы.
Хендерсон Д. А. (2009) Оспа, смерть от болезни (ISBN 978-1591027225) Нью-Йорк: Книги Прометея
Хендерсон Д. А. (1993) Системы наблюдения и межправительственное сотрудничество. В кн .: Морс СС, изд. Новые вирусы. Нью-Йорк: Издательство Оксфордского университета: 283—289.
Хендерсон Д. А., Борио Л. Л. (2005) Биотерроризм: обзор. В «Принципах и практике инфекционных заболеваний» (ред. Манделл, доктор медицины, Беннетт Дж. Э., Долин Р.) Фил, Черчилль Ливингстон, 3591-3601.
Хендерсон Д. А. (2010) Глобальная ликвидация оспы: историческая перспектива и будущие перспективы глобальной ликвидации оспы (Ред: Бхаттачарья С., Посланник С.) Восточный чёрный лебедь, Лондон. 7-35.
Хендерсон Д. А., Щёлоков А (1959). «Медицинский прогресс: Эпидемическая невромиастения — клинический синдром». Медицинский журнал Новой Англии. 260 (15): 757—764, 814—818. DOI: 10.1056 / NEJM195904092601506. PMID 13644582.
Ленгмюр А. Д., Хендерсон Д. А., Серфлинг RE (1964). «Эпидемиологические основы борьбы с гриппом». Американский журнал общественного здравоохранения и здравоохранения. 54 (4): 563—571. DOI: 10.2105 / ajph.54.4.563. PMC 1254817. PMID 14136320.
Нефф Дж. М., Лейн Дж. М., Перт Дж. Х., Мур Р., Миллар Дж. Д., Хендерсон Д. А. (1967). «Осложнения вакцинации против оспы: I. Национальное обследование в США, 1963 год». Медицинский журнал Новой Англии. 276 (3): 125—132. DOI: 10,1056 / nejm196701192760301. PMID 4381041.
Хендерсон Д. А. (1967) Программы искоренения оспы и борьбы с корью в Западной и Центральной Африке: теоретические и практические подходы и проблемы. Industry and Trop Health VI, 112—120, Гарвардская школа общественного здравоохранения, Бостон https://www.nejm.org/doi/full/10.1056/NEJM196701192760301.
Хендерсон Д. А. (1972). «Эпидемиология в глобальной ликвидации оспы». Международный журнал эпидемиологии. 1 (1): 25-30. DOI: 10.1093 / ije / 1.1.25. PMID 4669176 https://academic.oup.com/ije/article-abstract/1/1/25/718775?redirectedFrom=fulltext.
Хендерсон Д. А. (1975). «Ликвидация оспы — последняя битва (лекция Дженнера)». Журнал клинической патологии. 28 (11): 843—849. DOI: 10.1136 / jcp.28.11.843. PMC 475879. PMID 802231 https://www.ncbi.nlm.nih.gov/pmc/articles/PMC475879/.
Хендерсон Д. А. (1976). «Ликвидация оспы». Scientific American. 235 (4): 25-33. Bibcode: 1976SciAm.235d..25H. DOI: 10.1038 / Scientificamerican1076-25. PMID 788150.
Хендерсон Д. А. (1998). «Проблема искоренения: уроки прошлых кампаний по искоренению (лекция Питтсфилда)». Международный журнал туберкулёза и болезней лёгких. 2: 54-58.
Хендерсон, Д. А. (1998), «Сирена искоренения», Журнал Лондонского Королевского колледжа врачей, 32 (6): 580-84, PMID 9881317.
Хендерсон, Д. А. (1999). «Надвигающаяся угроза биотерроризма». Наука. 283 (5406): 1279-82. Bibcode: 1999Sci … 283.1279 .. DOI: 10.1126 / science.283.5406.1279. PMID 10037590.
Хендерсон, Д. А.; Инглсби, ТВ; Barlett, JG; и другие. (1999). «Оспа как биологическое оружие: управление медициной и общественным здравоохранением». JAMA. 281 (22): 2127-37. DOI: 10.1001 / jama.281.22.2127. PMID 10367824.
О’Тул, Т. Хендерсон, Д. А. (2001). «Явно существующая опасность: противостояние угрозе биотерроризма». Гарвардский международный форум. 23: 49-53.